# Oak City (Utah)
Pour les articles homonymes, voir Oak City.
La ville américaine de Oak City est située dans le comté de Millard, dans l’Utah. Lors du recensement de 2000, sa population s’élevait à 650 habitants.
Oak City a été le premier choix du directeur de la recherche pour le laboratoire d’armes atomiques. Le major John Dudley, membre du personnel du district de Manhattan, fut chargé de sonder l'ouest et de trouver des sites potentiels pour un laboratoire atomique en octobre 1942.
En raison de la perte potentielle de terres agricoles, Dudley a recommandé son second choix - Jemez Springs, Nouveau-Mexique . En fin de compte, le choix de Dudley fut annulé par Robert Oppenheimer , physicien et directeur scientifique du projet Manhattan. Il a favorisé Los Alamos. 

## Source
- (en) Cet article est partiellement ou en totalité issu de l’article de Wikipédia en anglais intitulé « Oak City, Utah » (voir la liste des auteurs).

1. ↑  (en) « Population and Housing Unit Estimates » (consulté le 4 juin 2019)
2. ↑  (en) « Census of Population and Housing » [archive du 26 avril 2015], Census.gov (consulté le 4 juin 2015)